# 晚松
晚松（学名：Pinus rigida var. serotina）是松科松属的变种。分布在原产美国以及中国大陆的富阳、杭州、宜兴、南京等地，目前已由人工引种栽培。